# Joshua Gomez
Joshua Eli Gomez (n. Bayonne, Nueva Jersey; 20 de noviembre de 1975) es un actor estadounidense. Uno de sus papeles más conocidos es el de Morgan Grimes en la serie televisiva Chuck. Es el hermano menor del también actor Rick Gomez.

## Carrera
Gómez tuvo un papel recurrente en la serie Without a Trace como James Mackeroy, un informático. También apareció en una serie de comerciales de IBM, una serie de publicidades de Wendy's y en un comercial para Garmin.
Como actor de voz, Gómez interpretó a Baralai en el videojuego Final Fantasy X-2, contrario al personaje de su hermano, Gippal, y como Parker en Turok. También tuvo una pequeña parte al principio de BioShock como Johnny.
En septiembre de 2007, comenzó a aparecer en la serie televisiva Chuck como Morgan Grimes, el mejor amigo de Chuck. En la vida real, Gómez es amigo de Zachary Levi, quien interpretó a Chuck en la serie.
En 2013 apareció en el quinto episodio de la sexta temporada de la serie de la cadena ABC Castle, titulado "Time Will Tell", en el que toma el papel de un misterioso viajero del tiempo.

## Filmografía

### Cine y televisión
| Año       | Título                            | Rol                                                     | Notas |
| --------- | --------------------------------- | ------------------------------------------------------- | --- |
| 2000      | Fanatical Teachings of Julian Tau | Adam                                                    | Cortometraje |
| 2001      | Law & Order                       | Edwin Morales                                           | Episodio: "Possession" |
| 2003      | Last Man Running                  | J.J.                                                    | |
| 2004      | Bring It On Again                 | Sammy Stinger                                           | |
| 2004      | Everybody's Child                 | Boy                                                     | Cortometraje |
| 2005–2006 | Invasion                          | Scott                                                   | 5 episodios |
| 2005–2006 | Without A Trace                   | James Mackeroy                                          | 18 episodios |
| 2007      | Union Jackass                     | Julio                                                   | Episodio: "Pilot" |
| 2007–2012 | Chuck                             | Morgan Grimes                                           | Papel principal; 91 episodios Nominado - ALMA Awards (Outstanding Male Performance in a Comedy Television Series) Nominado - ALMA Awards (Outstanding Actor in a Comedy Series) Nominado - ALMA Awards (Favorite TV Actor - Leading Role) |
| 2009      | Imagination Movers                | Captain Kiddo                                           | Episodio: "The Tale of Captain Kiddo" |
| 2011      | Leave                             | Invitado a la fiesta                                    | |
| 2012      | The Money Shot                    | Matthew Del Toro                                        | Cortometraje |
| 2012      | Buds                              | Donny                                                   | Cortometraje |
| 2013      | Castle                            | Simon Doyle                                             | Episodio: "Time Will Tell" |
| 2013      | Force of Execution                | Iceman Gangbanger #9, Cartel #7, Strip Club Gangster #1 | |
| 2014      | The Crazy Ones                    | George                                                  | Episodio: "Heavy Meddling" |
| 2014      | The Week                          | Mickey Romans                                           | |
| 2015      | Ellen More or Less                | Craig                                                   | Película para televisión |
| 2017      | Scorpion                          | Dave Blakely                                            | Episodio: "Queen Scary" |